# Krapinske Toplice
Krapinske Toplice (tyska: Krapina-Töplitz) är en ort och kommun i Krapina-Zagorjes län i norra Kroatien. Kommunen har 5 744 invånare (2001) och ligger i regionen Zagorje. Staden är en välbesökt kurort.

## Historia
Krapinske Toplice var under romartiden känt under namnet Aquae vivae.
1857 köpte Jakob Badel de varma källorna i staden av familjerna Keglević och Oršić. Detta var startskottet för stadens vidare utveckling till en populär och välbesökt kurort. 1859 påbörjades bygget av en större byggnad, Kurhaus, som kunde hysa de gäster som ville ta del av källorna. Därefter uppfördes bassänger och badhus. Hela komplexet stod klart 1866. Utöver detta anlades en park samt ett promenadstråk i nära anslutning till rekreationsfaciliteterna.
Under 1900-talet kom staden att utvecklas allt mer som kurort med specialinriktning på hälsoturism.

## Turism
Krapinske Toplice är en gammal kurort och populärt turistmål i centrala Kroatien. Kurbaden anlades under 1800-talets senare hälft i närheten av en varm källa rik på kalcium, magnesium och kolsyra. I orten finns en badanläggning med varmvattenbassänger som under vintern håller en temperatur på 38 plusgrader. Sedan 2005 pågår bygget av en helt ny bassäng intill den gamla med rutschkana, hopptorn, ramper och utomhusbassäng. I närheten av bassängen ligger hotellet Aquae Vivae som är ett fyrstjärnigt hotell. Sedan 2008 står ett nybyggt hotell färdigt, nämligen Hotel Vila Magdalena som är ett femstjärnigt hotell på berget Marija Magdalena. Från balkongerna har gästerna utsikt över Krapinske Toplice och dess omgivning.

## Service
Krapinske Toplice har cirka 5-6 butiker och flera restauranger. I orten finns även en 1-8 skola samt en förskola.
Krapinske Toplice har som termalbadort välgörande terapier för muskelsjuka personer. Muskelsjuka personer kan förskrivas hit för att få avslappnande terapier samt avkoppling av muskler och leder.
Uppe mot berget på vägen mot Krapina finns Krapinske Toplices kyrka.

## Kommunikationer
Orten har goda kommunikationer och ligger i närheten av motorvägen A2 som i nordlig riktning leder mot Macelj vid den kroatisk-slovenska gränsen och i sydlig riktning mot huvudstaden Zagreb.
Med buss kan man ta sig till både närbelägna orter såsom Zabok, Pregrada och Tuheljske Toplice samt även till orter längre bort såsom Krapina, Hum na Sutli och Veliko Trgovišće.

## Vandringsled
Över de omgivande bergen med tillhörande skogar går en drygt 8 km lång vandringsled benämnd "Toplices promenadring" (kroatiska:Toplički pjesački prsten). Den börjar vid ortens bassäng, fortsätter mot väster över bergen och återkommer sedan till bassängen. Där går den genom orten och förbi sjukhuset där den något öster om orten, vid skolan, slingrar sig upp för berget Magdalena. Den rundar runt berget som en orm innan den sedan fortsätter på berget, förbi kapellet Sankta Magdalena (Sveta Magdalena) samt Jakob Badels mausoleum tills den vid ortens västra ände går tillbaka till bassängen.

## Orter i kommunen
- Krapinske Toplice
- Čret
- Benkovo
- Klokovec
- Hršak Breg
- Slivonja Jarek
- Maturovec
- Vrtnjakovec
- Gregurovec
- Oratje
- Mala Erpenja
- Jurjevec
- Lovreča Sela
- Jasenovec Zagorski
- Vića Sela
- Velika Erpenja
- Selno